# Tortellini di Valeggio sul Mincio
I Tortellini di Valeggio sul Mincio, detti anche nodi d'amore, sono una pasta all'uovo ripiena, originaria del luogo.

## Storia
Annualmente, in onore a questo piatto tipico, sul ponte visconteo di Valeggio sul Mincio viene celebrata la "Festa del Nodo d'Amore", durante la quale si gusta questa specialità su due tavolate lunghe circa seicento metri alla presenza di quattromila commensali. Sono stati riconosciuti come P.A.T. dalla regione Veneto.

## Preparazione
Per la sfoglia occorrono farina e uova che si mescolano fino ad ottenere un impasto morbido. Si taglia la sfoglia ottenuta, tirandola molto sottile, in piccoli quadrati. Per il ripieno si utilizza carne di manzo, maiale, pollo, aromi naturali (cipolla, carote, sedano e rosmarino), vino Bardolino e un po' di pane grattugiato (a seconda delle ricette) cotti assieme. A fine cottura si macina il tutto amalgamando fino ad ottenere un impasto morbido. Si distribuisce il ripieno sui quadratini di sfoglia che si chiudono. I tortellini sono lasciati riposare fino a che la pasta non si asciuga.
Per essere consumati si cuociono in brodo di carne con cui si servono oppure si gustano asciutti con burro e salvia e opzionale aggiunta di parmigiano. 
Possono essere abbinati con il vino del territorio: il bianco di Custoza Doc.

## Leggenda
La leggenda risale al XIV secolo, narra di un milite delle truppe viscontesche, il cui esercito era accampato nei pressi di Valeggio sul Mincio, che, come vogliono le leggende di questo tipo, si innamorò della bellissima ninfa del fiume Silvia. Per sfuggire agli uomini che volevano catturarli gli amanti si buttarono nelle acque del Mincio. Unica traccia rimasta sulla riva fu un fazzoletto di seta dorata, che avevano annodato come segno del loro amore. Da allora le ragazze di Valeggio, per festeggiare le occasioni importanti, ricordano la triste storia dei due innamorati preparando i tradizionali nodi d'amore. 